# Idées directrices pour une phénoménologie et une philosophie phénoménologique pures
Les Idées directrices pour une phénoménologie et une philosophie phénoménologique pures, aussi connues sous le titre d' Ideen I (Ideen zu einer reinen Phänomenologie und phänomenologischen Philosophie, I) sont un ouvrage d'Edmund Husserl publié en 1913. 
Paul Ricœur à qui l'on doit la traduction et les commentaires constate que ce livre est difficilement compréhensible en lui-même parce qu'il s'inscrit dans un ensemble de trois volumes dont Ideen II et Ideen III.

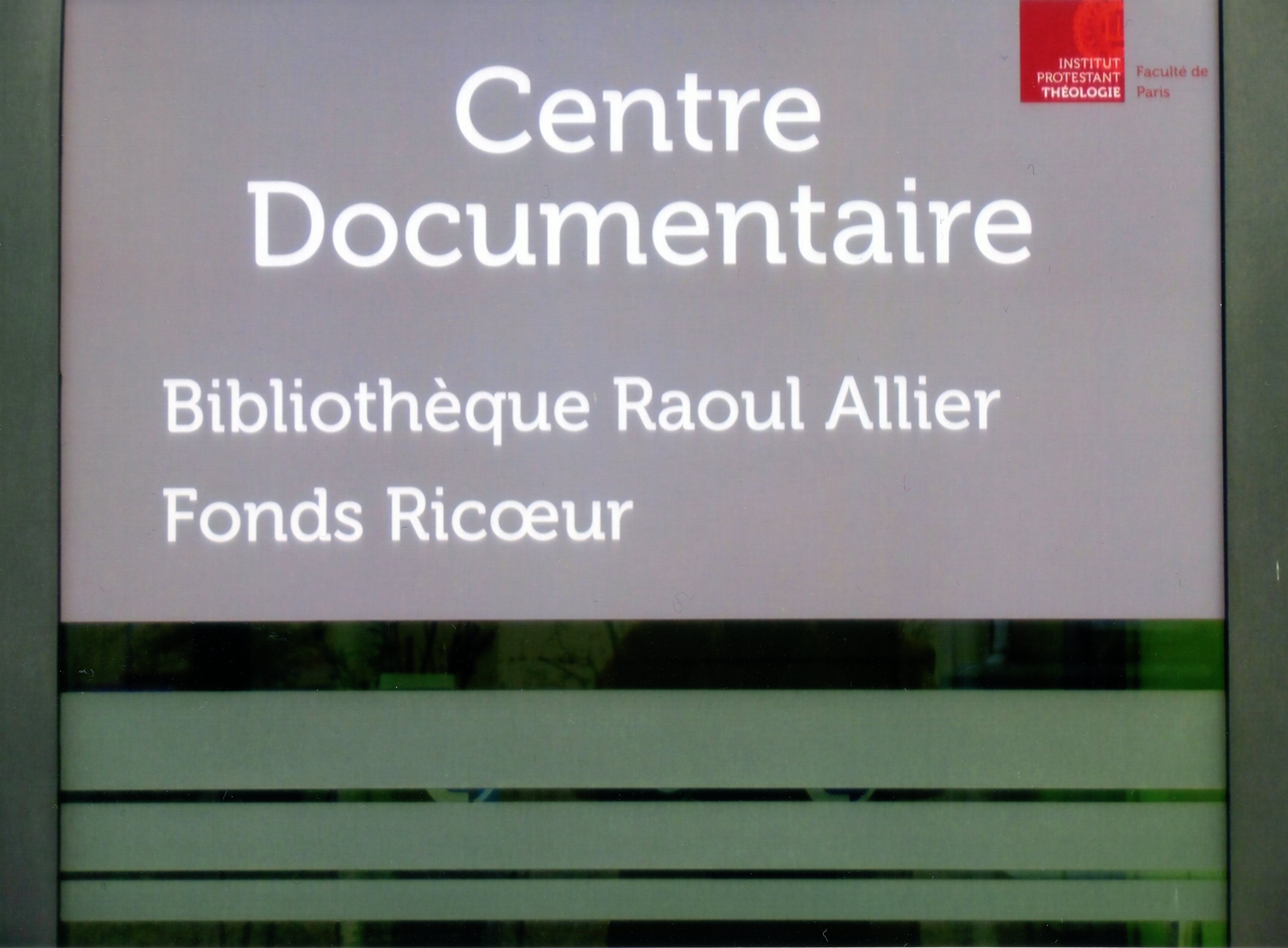
Le Fonds Ricœur à Paris.

## Vue d'ensemble
Renaud Barbaras résume ainsi l'idée directrice : « les Ideen I tentent d'expliciter le passage de l'époché ( ou Réduction phénoménologique) au transcendantal, c'est-à-dire de montrer que le résidu de l'épochè est bien la conscience ». Emmanuel Levinas  de son côté, écrit « chaque page des Ideen I cherche à montrer d'une part que les problèmes philosophiques peuvent être posés d'une nouvelle façon qui les rend susceptibles de solution ; mais de l'autre que cette solution ne peut se présenter que sous forme de travail positif, travail des générations comme dans les sciences exactes ». Pour Paul Ricœur  les Ideen I en tant que premier ouvrage d'une trilogie serait consacré à l'élaboration d'une méthode à partir de quelques exemples abrégés. Pour le reste Paul Ricœur parle d'un livre dont le sens resterait caché. Jean-François Lyotard note que « l'inspiration cartésienne surplombe les Ideen I ». 
Dans son mémoire, Mario Charland résume ainsi l'intention de l'auteur : « il  s'agit de revenir au sujet percevant à partir du phénomène de la perception, c'est-à-dire à partir du perçu lui-même, de l'objet perçu dans ses composantes naturelles telles qu'elles sont données à l'ego empirique et naturel. »

## Plan de l'ouvrage
Nous reprenons les divers points exposés par Emmanuel Levinas dans un article en ligne de la Revue philosophique de la France et de l'Étranger, 2011. Cet article suit sensiblement le plan de l'ouvrage de Husserl.

### Première section
La première section est consacrée à la notion et à la connaissances des « essences » et de la science qui les concerne à savoir  la science « éidétique » selon la terminologie de Husserl. 
Comme points notables nous apprenons, que l'essence sous forme d'« invariant », peut être trouvée à même l'objet individuel par simple « variation » imaginaire de l'objet sensible ; que toute essence individuelle relève d'une essence régionale d'un degré supérieur et enfin que les essences sont considérées comme des objets, qui au même titre que les objets empiriques peuvent faire l'objet d'une « intuition ». On appelle « acte d'idéation » la découverte de ces essences, et les vérités qui concernent ce nouvel objet « vérité éidétique ».
Au paragraphe 24 comme le souligne Natalie Depraz dans le Dictionnaire des concepts, « Husserl confère à l'intuition entendue comme donation originaire de l'objet à la conscience une place de premier ordre dans la connaissance, jusqu'à en faire, « le principe des principes » de la démarche philosophique ». Les essences sont susceptibles d'intuition, tout comme les formes catégoriales qui, dans le langage courant lient le sujet et le prédicat (le chat sur le paillasson) qu'Husserl appelle « intuition catégoriale ».
La première section  se poursuit en rappelant la place, au-dessus de toutes les sciences, d'une ontologie formelle ainsi « leur objet obéit aux lois de la science éidétique qui étudie la forme d'objet en général ». Naturalisme et scepticisme niant les essences apparaissent aux yeux de Husserl également absurdes.
La phénoménologie au sens husserlien se découvre au moment où la manière dont l'objet se donne à la conscience devient problème. Alors le regard intuitif se retourne vers la conscience. Les ontologies régionales traditionnelles (sur la nature par exemple) sont déclarées dogmatiques c'est-à-dire ignorantes des conditions de la donation du sens de leur objectivité. La nouvelle science phénoménologique aura pour thème, par conséquent, la conscience. Éclaircir ce que signifie que des objets soient donnés à la conscience, c'est aussi questionner ce que signifie l'existence tout court, car il n'y a d'existence que reçue dans une conscience .

### Deuxième section
La deuxième section est consacrée à des considérations phénoménologiques fondamentales. Il s'agit de montrer que l'attitude naturelle aussi bien que les sciences ignorent le sens de la connaissance et de la transcendance. La « thèse du monde » (la thèse existentielle ou croyance en l'existence absolue du monde) doit être mise hors circuit sans tomber dans le scepticisme, en la mettant simplement de côté (entre parenthèses), on peut parler d'elle et de ses propriétés,. Cette démarche prend le nom d' épochè ou réduction phénoménologique.
En interdisant toute prise de position sur le monde, l' époché ou « réduction phénoménologique » fait de la « conscience » l'objet de la recherche. Le trait principal de la conscience est d'être toujours « conscience de quelque chose », constat sur lequel Husserl bâtit son concept d' « intentionnalité » dont les structures deviennent l'objet propre de la recherche phénoménologique.
Husserl écarte au deuxième chapitre la méthode cartésienne dite du « doute universel » au motif de son manque de radicalité car, écrit Renaud Barbaras « supposer que le monde n'est pas, c'est entériner négativement le mode de réalité qui était le sien avant le doute ». L'époché ne fait pas passer le réel au non-être, mais du réel au phénomène du réel.
Ce qui est à noter, et qui est contraire au sens commun, c'est que « le monde des choses ne se donne pas avec le caractère d'image ou de symbole d'un autre monde mais toujours avec le caractère d'« en soi ». C'est bien lui tel qu'il se donne dans la perception qui est l'objet de notre connaissance ».
Les Ideen I ambitionnent d'expliciter le passage de l' épochè au transcendantal « c'est-à-dire de montrer que le “résidu” de l' époché est bien la conscience ». « Ce n'est qu'à partir du § 50 que le passage s'opère de l'idée de la conscience comme région résistant à la réduction, à l'idée de la conscience comme conscience constituante, c'est-à-dire être absolu » écrit Renaud Barbaras. 
Alors que l'existence de l'objet transcendant est toujours relative à une conscience, cette conscience, par contre, celle que découvre l'époché, se donne pour existante indépendamment de la réflexion qui la perçoit. Si l'objet peut être considéré comme contingent, non nécessaire, la conscience, elle, est donnée d'une manière absolue.
Ainsi atteinte, la conscience ne dépend pas de la nature, elle n'est pas une « chose pensante » comme la définissait Descartes. Même si dans la réflexion elle paraît être, comme une chose de la nature, et faire objet d'une science naturelle (la psychologie), la conscience qui intéresse le phénoménologue est pure et transcendantale. Cette conscience est individuelle (il ne s'agit pas du Moi absolu de Fichte) et chacun d'entre nous la retrouve dans le cogito.
Parallèlement et contrairement à la thèse qu'il défendait dans les Recherches logiques, Husserl adopte maintenant la thèse d'un « moi pur » non réduit,. Dans ses traits distinctifs ce « moi » apparaît comme irréductible, incontournable et nécessaire dans le flux du vécu . C'est au troisième chapitre que Husserl établit définitivement la distinction entre le « moi psychologique » et le « moi pur ou transcendantal ». Avec le « moi transcendantal » on atteint le niveau où, non seulement la conscience se distingue de la réalité, mais « la réalité n'est pas à côté mais relative à la conscience en ce sens qu'elle s'y annonce comme une unité de sens ».

### Troisième section
La troisième section aborde les problèmes de constitution. Par « constitution » il faut entendre chez Husserl,« une reconstitution ( une fois la réduction opérée) de l'être concret de l'objet, un retour vers tout ce qui a été oublié dans l'attitude naturelle braquée sur l'objet [...] La manière phénoménologique consiste à retrouver ces voies d'accès, toutes les évidences traversées et oubliées », écrit Emmanuel Levinas. À noter que par « constitution » comme le remarque Jean-Luc Marion « la méthode phénoménologique, à l'inverse de la méthode cartésienne ou kantienne, même lorsqu'elle constitue les phénomènes, se borne à les laisser se manifester ; constituer n'équivaut pas à construire, ni à synthétiser, mais à donner un sens ou plus exactement à reconnaître le sens que le phénomène se donne lui-même et à lui-même ».
Husserl n'aborde dans cette section que les problèmes liés à la constitution des objets de la nature ignorant ceux liés à la constitution du « moi psychologique » qui lui aussi doit faire l'objet d'une réduction. Les problèmes de constitution sont présentés autour de la notion de noème, le « noème » étant le corrélat de la conscience. 
Précédés de longs préparatifs méthodologiques (chapitre I), les problèmes de constitution sont étudiés sous le titre d'analyse « noético-noématique » à travers « toute une série d'exercices phénoménologiques qui consistent en un départage et une recherche de corrélation entre les traits de l'objet visé (noème) et les traits de la visée même de conscience (noèse) »,